# Rawil Sjagidowitsch Netfullin
Rawil Sjagidowitsch Netfullin (russisch Равиль Сягидович Нетфуллин; * 3. März 1993 in Moskau) ist ein russischer Fußballspieler.

## Karriere

### Verein
Netfullin begann seine Karriere beim FK Moskau. Zur Saison 2011/12 wechselte er in die Jugend von ZSKA Moskau. Im Juli 2012 gab er gegen Amkar Perm sein Debüt für die Profis von ZSKA in der Premjer-Liga. In der Saison 2012/13 kam er insgesamt zu acht Einsätzen im russischen Oberhaus. Mit dem Hauptstadtklub wurde er Meister. Zur Saison 2013/14 wurde er an den Drittligisten FK Fakel Woronesch verliehen. Für Fakel kam er zu 15 Einsätzen in der Perwenstwo PFL.
Zur Saison 2014/15 wechselte Netfullin fest zum Drittligisten Soljaris Moskau. In der Saison 2014/15 kam er zu 22, 2015/16 zu 28 Einsätzen in der PFL. Zur Saison 2016/17 schloss der Mittelfeldspieler sich dem Zweitligisten Schinnik Jaroslawl an. Für Schinnik absolvierte er 37 Partien in der Perwenstwo FNL. Zur Saison 2017/18 zog er innerhalb der Liga zu Awangard Kursk weiter. In Kursk machte er 36 Zweitligaspiele.
Zur Saison 2018/19 wechselte Netfullin zum Ligakonkurrenten FK Chimki. Für Chimki spielte der Defensivmann in seiner ersten Saison 33 Mal in der FNL. In der Saison 2019/20 absolvierte er bis zur Winterpause 20 Zweitligaspiele. Im Januar 2020 wechselte er weiter innerhalb der Liga zu Torpedo Moskau. Für Torpedo kam er bis zum COVID-bedingten Saisonabbruch in beiden Partien zum Einsatz. In der Saison 2020/21 absolvierte er 40 Partien in der FNL. In der Saison 2021/22 machte er 35 Zweitligaspiele, mit den Moskauern stieg er zu Saisonende in die Premjer-Liga auf. Im Oberhaus kam er für Torpedo zu 21 Einsätzen, mit dem Team stieg er aber direkt wieder ab.
Zur Saison 2023/24 kehrte Netfullin dann innerhalb der zweiten Liga zu Chimki zurück.

### Nationalmannschaft
Netfullin spielte zwischen 2011 und 2013 für russische Jugendnationalteams.